# Pabst Henrik Vilmos
Pabst Henrik Vilmos (Maar, 1798. szeptember 26. – Hütteldorf, 1868. július 10.) tanár, igazgató.

## Életpályája
1798. szeptember 26-án született Maarban (Hesseni Nagyhercegség). Több európai országban tanulmányozta a mezőgazdaságot, s több német városban dolgozott a gazdasági irányításban. 1845-ben a Hohenheimi Akadémia élére nevezték ki. Itt öt évig vezette a nagyhírű intézetet, amikor 1850-ben kinevezték a Magyaróvári Császári és Királyi Gazdasági Felsőbb Tanintézet élére. Neki köszönhető, hogy az intézet laboratóriumai felszereltsége és a képzés színvonala megközelítette a hasonló európai intézményekét. 
Pabst az 1851. évi londoni világkiállításról modern gépeket hozatott, így a hallgatók megismerhették a korszerű vívmányokat is. 1856-ban vejével Mosonban céget alapítottak mezőgazdasági gépek beszerzésére, gyártására és javítására. Ezt vásárolta meg 1863-ban Kühne Ede, s fejlesztette később híres mezőgazdasági gépgyárrá. Pabstnak élete során több könyve jelent meg a mezőgazdaságról, néhányat magyarra is lefordítottak. Neve 50 tudományos egyesület tagjainak névsorában fedezhető fel. Cégétől 1861-ben vált meg Magyaróvárt, s Bécsben lett a mezőgazdasági ügyek irányítója miniszteri tanácsosi beosztásban. 
1868. július 10-én a Bécs melletti Hütteldorfban hunyt el.